# Albumy numer jeden w roku 1994 (Węgry)
Rok 1994 był piątym, w którym funkcjonowała lista najlepiej sprzedających się albumów na Węgrzech, Top 40 album- és válogatáslemez-lista.

## Historia notowania
| Data publikacji | Album                           | Wykonawca                          | Źródło |
| --------------- | ------------------------------- | ---------------------------------- | ------ |
| 3 stycznia      | Bravo Hits                      | różni wykonawcy                    | [ 1 ]  |
| 10 stycznia     | Bravo Hits                      | różni wykonawcy                    | [ 2 ]  |
| 17 stycznia     | Bravo Hits                      | różni wykonawcy                    | [ 3 ]  |
| 24 stycznia     | Bravo Hits                      | różni wykonawcy                    | [ 4 ]  |
| 31 stycznia     | Bravo Hits                      | różni wykonawcy                    | [ 5 ]  |
| 7 lutego        | Bravo Hits                      | różni wykonawcy                    | [ 6 ]  |
| 14 lutego       | Bravo Hits                      | różni wykonawcy                    | [ 7 ]  |
| 21 lutego       | Bravo Hits                      | różni wykonawcy                    | [ 8 ]  |
| 28 lutego       | Bravo Hits                      | różni wykonawcy                    | [ 9 ]  |
| 7 marca         | Bravo Hits                      | różni wykonawcy                    | [ 10 ] |
| 14 marca        | 1492: Conquest of Paradise      | Vangelis                           | [ 11 ] |
| 21 marca        | 1492: Conquest of Paradise      | Vangelis                           | [ 12 ] |
| 28 marca        | 1492: Conquest of Paradise      | Vangelis                           | [ 13 ] |
| 4 kwietnia      | 1492: Conquest of Paradise      | Vangelis                           | [ 14 ] |
| 11 kwietnia     | Zámbó Jimmy IV.                 | Jimmy Zámbó                        | [ 15 ] |
| 18 kwietnia     | Zámbó Jimmy IV.                 | Jimmy Zámbó                        | [ 16 ] |
| 25 kwietnia     | Zámbó Jimmy IV.                 | Jimmy Zámbó                        | [ 17 ] |
| 2 maja          | Zámbó Jimmy IV.                 | Jimmy Zámbó                        | [ 18 ] |
| 9 maja          | Ezt egy életen át kell játszani | Tamás Hevesi                       | [ 19 ] |
| 16 maja         | Ezt egy életen át kell játszani | Tamás Hevesi                       | [ 20 ] |
| 23 maja         | Ezt egy életen át kell játszani | Tamás Hevesi                       | [ 21 ] |
| 30 maja         | Ezt egy életen át kell játszani | Tamás Hevesi                       | [ 22 ] |
| 6 czerwca       | Zámbó Jimmy IV.                 | Jimmy Zámbó                        | [ 23 ] |
| 13 czerwca      | Zámbó Jimmy IV.                 | Jimmy Zámbó                        | [ 24 ] |
| 20 czerwca      | Real Things                     | 2 Unlimited                        | [ 25 ] |
| 27 czerwca      | Real Things                     | 2 Unlimited                        | [ 26 ] |
| 4 lipca         | Real Things                     | 2 Unlimited                        | [ 27 ] |
| 11 lipca        | Real Things                     | 2 Unlimited                        | [ 28 ] |
| 18 lipca        | Ocarina II                      | Diego Modena i Jean-Philippe Audin | [ 29 ] |
| 25 lipca        | Ocarina II                      | Diego Modena i Jean-Philippe Audin | [ 30 ] |
| 1 sierpnia      | Ocarina II                      | Diego Modena i Jean-Philippe Audin | [ 31 ] |
| 8 sierpnia      | Ocarina II                      | Diego Modena i Jean-Philippe Audin | [ 32 ] |
| 15 sierpnia     | Ocarina II                      | Diego Modena i Jean-Philippe Audin | [ 33 ] |
| 22 sierpnia     | Ocarina II                      | Diego Modena i Jean-Philippe Audin | [ 34 ] |
| 29 sierpnia     | Nincs baj, baby!                | Tamás F. Sípos                     | [ 35 ] |
| 5 września      | Nincs baj, baby!                | Tamás F. Sípos                     | [ 36 ] |
| 12 września     | Nincs baj, baby!                | Tamás F. Sípos                     | [ 37 ] |
| 19 września     | Nincs baj, baby!                | Tamás F. Sípos                     | [ 38 ] |
| 26 września     | Nincs baj, baby!                | Tamás F. Sípos                     | [ 39 ] |
| 3 października  | Nincs baj, baby!                | Tamás F. Sípos                     | [ 40 ] |
| 10 października | Utazás az ismeretlenbe I.       | Tátrai Band                        | [ 41 ] |
| 17 października | Utazás az ismeretlenbe I.       | Tátrai Band                        | [ 42 ] |
| 24 października | Jóslat                          | Bonanza Banzai                     | [ 43 ] |
| 31 października | Jóslat                          | Bonanza Banzai                     | [ 44 ] |
| 7 listopada     | Jimmy's Roussos                 | Jimmy Zámbó                        | [ 45 ] |
| 14 listopada    | Jimmy's Roussos                 | Jimmy Zámbó                        | [ 46 ] |
| 21 listopada    | Jimmy's Roussos                 | Jimmy Zámbó                        | [ 47 ] |
| 28 listopada    | Jimmy's Roussos                 | Jimmy Zámbó                        | [ 48 ] |
| 5 grudnia       | Jimmy's Roussos                 | Jimmy Zámbó                        | [ 49 ] |
| 12 grudnia      | Jimmy's Roussos                 | Jimmy Zámbó                        | [ 50 ] |
| 19 grudnia      | Jimmy's Roussos                 | Jimmy Zámbó                        | [ 51 ] |
| 26 grudnia      | Jimmy's Roussos                 | Jimmy Zámbó                        | [ 52 ] |